# Bulbinella divaginata
Bulbinella divaginata är en grästrädsväxtart som beskrevs av Pauline Lesley Perry. Bulbinella divaginata ingår i släktet Bulbinella och familjen grästrädsväxter. Inga underarter finns listade i Catalogue of Life.